# Кшемёнки-Опатовские

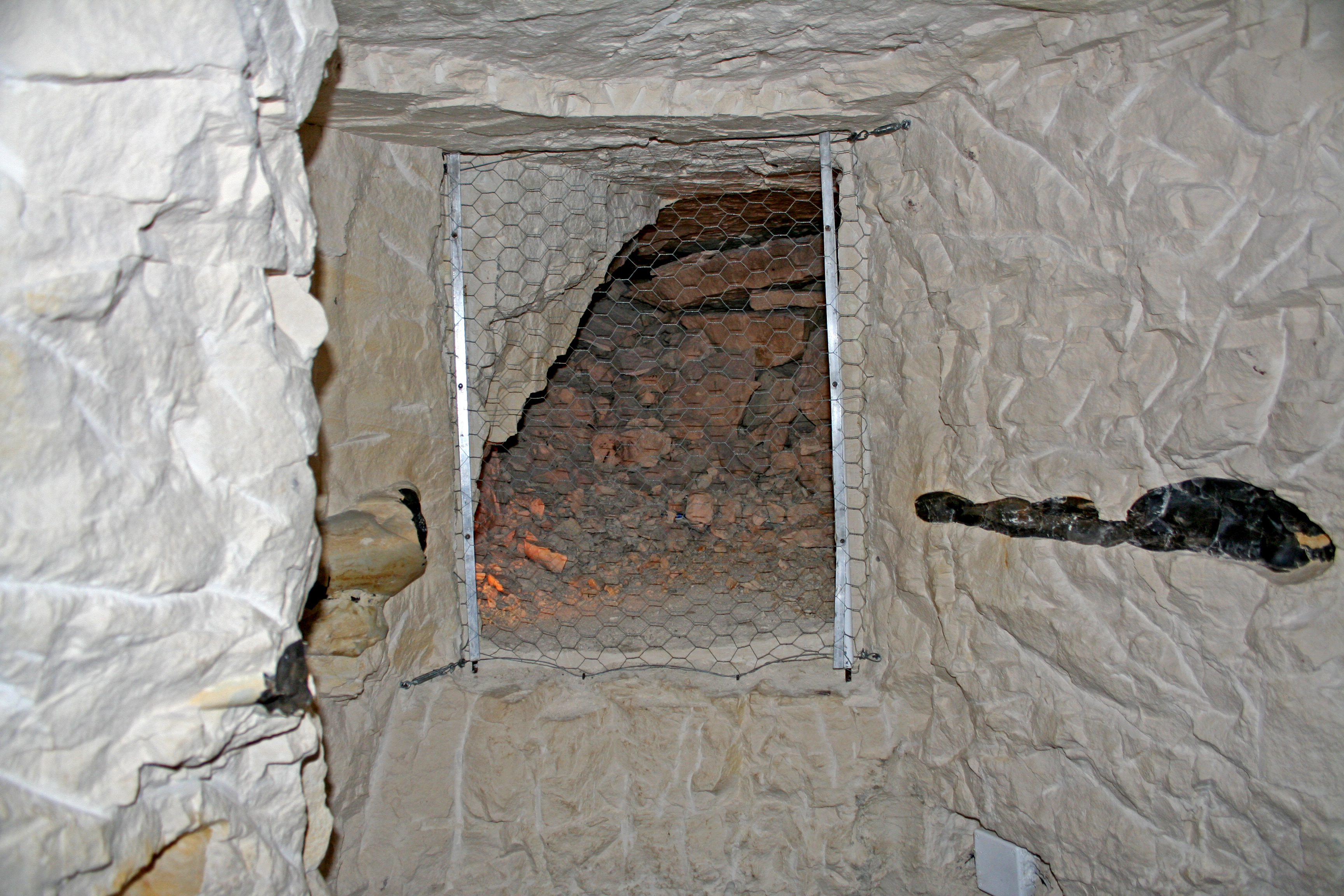

Кшемёнки-Опатовские (пол. Krzemionki Opatowskie) — крупнейшие в Европе кремнёвые копи каменного века, выработанные в юрских известняках. Находятся в южной Польше, в долине р. Каменны, левого притока Вислы (Опатувский повят Келецкого воеводства). Памятник истории Польши.
Открыты в 1922. 
К 1982 году было обнаружено свыше 700 шахт до 10 м глубиной, нередко соединенных между собой горизонтальным ходами. На дне копей найдено множество заготовок для топоров и орудия древних горняков (кирки из рога оленя и др.). 
В 9 км от копий, в Цьмелюве раскопано обширное энеолитическое поселение с большим числом мастерских, в которых из характерного полосатого кремня, добытого в рудниках, выделывались топоры, найденные археологами в самых различных частях Польши, ГДР, ЧССР и Европейской части СССР. 
Польские археологи относят Кшемёнки-Опатовские и энеолитическое поселение в Цьмелюве к южному варианту воронковидных кубков культуры.